# Herminia alternalis
Herminia alternalis är en fjärilsart som beskrevs av Franz Dannehl 1926. Herminia alternalis ingår i släktet Herminia och familjen nattflyn. Inga underarter finns listade i Catalogue of Life.